# Manessa
Manessa est une localité située dans le département de Dapélogo de la province de l'Oubritenga dans la région Plateau-Central au Burkina Faso.

## Géographie
Manessa est situé à l'extrémité nord-ouest du département, à 25 km au nord-ouest de Dapélogo.

## Économie
L'agro-pastoralisme est l'activité principale de Manessa qui de plus possède une banque de céréales.

## Santé et éducation
Manessa accueille un centre de santé et de promotion sociale (CSPS) tandis que le centre médical avec antenne chirurgicale (CMA) le plus proche se trouve dans le département proche à Boussé. En 2017, une borne-fontaine d'adduction d'eau potable simplifiée (AEPS) est installée par la Croix-Rouge burkinabè dans le village.
La localité possède deux écoles primaires publiques (A et B). Depuis la rentrée scolaire 2019, le village possède un collège d'enseignement général (CEG) construit de 2017 à 2018 sous l'impulsion du député burkinabè de la province voisine du Kourwéogo, Raphaël Kouaman, grâce à des fonds privés. Manessa étant très excentré dans le département et distant de Dapélogo, ce collège permet la scolarité des enfants du secteurs au-delà du certificat d'étdudes primaires.